# Barnaba
Sveti Barnaba (grč.: Βαρναβᾶς), po rođenju Josip bio je ranokršćanski propovjednik i suradnik apostola Pavla. 
Barnaba je među kršćanima helenistima po svoj prilici imao vodeću ulogu. Neko vrijeme je bio suradnik apostola Pavla na misionarskim putovanjima, ali se poslije s njim razišao.
Barnaba je bio Židov (Levit) helenist iz dijaspore, rodom s Cipra. Djela apostolska opisuju da je bio “izvrstan čovjek, pun Duha Svetoga i vjere” (Dj 11, 24.) Bio je vrlo pobožan i darežljiv, a Biblija spominje da je prodao komad zemlje koji je imao da bi podijelio stečeni novac apostolskoj zajednici. 
Prvi judeokršćani, među koje je spadao i Barnaba, strogo su se držali Mojsijevog zakona. Jeruzalemska zajednica vrlo je poštovala Barnabu, koji se u Antiohiji pojavljuje kao prvi vođa kršćana. Njegova uloga bila je bitna u očuvanju jedinstva između crkvenih zajednica Antiohije i Jeruzalema.
Barnaba je bio aktivan u propovijedanju mnogo prije Pavlovoga prelaska na kršćanstvo. Nakon Pavlovog preobraćenja, postali su bliski suradnici.
Barnaba je s Pavlom krenuo u propovjedničku misiju (Dj 9,26-28), na prvo misijsko putovanje (47. – 48.), koje počinje u Antiohiji i obuhvaća Cipar, Pergu i Pamfiliju, Antiohiju Pisidijsku, gradove Likaonije (sjeverna Galacija), kao Ikoniju, Listru i Derve. Barnaba je bio vrlo utjecajan među kršćanima. U gradu Listri, ljudi su prozvali Barnabu Zeusom, dok su za Pavla odabrali ime Hermesa. U svim ovim gradovima i regijama Galacije osnivane su zajednice koje čine kršćani Židovi i inovjerci, koji u početku žive harmonično bez naročitih problema, kao što je bilo u Antiohiji.
Prva ozbiljna kriza u pogledu položaja inovjeraca u kršćanstvu nastaje u Galaciji i Antiohiji 49. godine, kada se postavlja veliko pitanje obaveznosti obrezanja kršćana. Među kršćanima razvile su se dvije različite struje, zbog čega je došlo do razlaza između Barnabe i Pavla. Židovi su propovijedali evanđelje samo Židovima (Dj 11,19), dok je Pavao želio da se ona propovijedaju svim narodima. Pavao je želio ukiniti obrezanje i neke ostale židovske zakone (Dj 21,21), zbog čega je Jeruzalem bio u pomutnji (Dj 21,31).
Barnaba je vjerovao da ljudi neće zaslužiti spasenje ako se ne obrežu po običaju Mojsija. Jer se nije htio odreći židovskoga zakona, postao je protivnik Pavlovog učenja koje nije inzistiralo na zakonu. Između njih dvojice “...dođe do zaoštrenosti, tako da se rastaše jedan od drugoga” (Dj 15,39). 
Pavlovo učenje je potisnulo judeokršćansko na prvom Jeruzalemskom saboru oko 50. godine. 
Barnaba je stradao je na Cipru gdje je bio kamenovan 61. godine i bio je pokopan iza zapadnih vrata grada Salamine.